# Javier Marquina
Francisco Javier Marquina y Borra, más conocido como Javier Marquina (Guipúzcoa, España, 1886-1946) fue un arquitecto destacado de inicios del siglo xx y el primer director general de Renfe, —actualmente Renfe Operadora—, la principal operadora ferroviaria de España.

## Biografía
Javier Marquina fue el primer presidente de la Junta de Obras del Puerto de Pasajes.
Fue el último director de la Compañía de los Caminos de Hierro del Norte de España y, en 1941, el primer director general de RENFE.
El 6 de noviembre de 1941, Javier Marquina, fue condecorado como hijo adoptivo de Guipúzcoa y la entrega de un busto, que actualmente se encuentra en el Museo del Ferrocarril de Madrid, con la inscripción:
| A Javier Marquina / por su tenaz y fecunda labor / en el Puerto de Pasajes —Industriales guipuzcoanos y corporaciones de la provincia |

En 1942 firmó el proyecto del Edificio Transantlántico del puerto de Pasaia.
En 1945 fue subsecretario del Ministerio de Obras Públicas y consejero inspector del Cuerpo Nacional de Ingenieros de Caminos, Canales y Puertos.